# 2006年の相撲
< 2006年 | 2006年のスポーツ
2006年の相撲（2006ねんのすもう）では、相撲について2006年（平成18年）の出来事を述べる。

## できごと
- 1月15日 - 大相撲1月場所8日目のNHKテレビ中継に好角家として知られるデーモン閣下が初めてゲスト出演した。
- 1月22日 - 大相撲1月場所で、角番だった大関栃東大裕が14勝1敗の成績を収め、2003年11月場所以来13場所ぶり3回目の幕内最高優勝。横綱朝青龍は11勝4敗に終わり、自身が持つ本場所の連覇記録は7でストップ。また、新大関琴欧州は10勝5敗に終わった。
- 1月30日 - 日本相撲協会は、理事会で北の湖理事長を互選。同理事長は2002年の就任以来3期目となる。
- 3月29日 - 大相撲の白鵬翔が大関に昇進。
- 7月15日 - 大相撲7月場所7日目大関千代大海との取り組みを終えた東前頭3枚目露鵬（大嶽部屋）が毎日新聞と中日新聞のカメラマンに暴行。翌日より出場停止3日間の処分。
- 7月22日 - 日本相撲協会に、大関琴欧州勝紀に対する脅迫電話があり、7月場所中の愛知県体育館の支度部屋で愛知県警の警察官2名が警備に当たる騒ぎ。
- 11月26日 - 大相撲の朝青龍明徳、11月場所で5度目の全勝優勝達成。

## 大相撲

### 本場所

#### 一月場所（初場所）
両国国技館（東京都）を会場に、初日の1月8日（日）から千秋楽の1月22日（日）までの15日間開催された。
| タイトル     | タイトル     | 人物（所属部屋 出身地） - 成績                                                 |
| ------------ | ------------ | ------------------------------------------------------------------------------ |
| 幕内最高優勝 | 幕内最高優勝 | 栃東大裕（玉ノ井部屋 東京都足立区出身） - 14勝1敗（13場所ぶり3回目）           |
| 三賞         | 殊勲賞       | 白鵬翔（宮城野部屋 モンゴル・ウランバートル出身） - 13勝2敗（7場所ぶり2回目）  |
| 三賞         | 敢闘賞       | 北勝力英樹（八角部屋 栃木県大田原市出身） - 12勝3敗（10場所ぶり3回目）         |
| 三賞         | 技能賞       | 時津海正博（時津風部屋 長崎県五島市出身） - 12勝3敗（15場所ぶり4回目）         |
| 十両優勝     | 十両優勝     | 栃乃洋泰一（春日野部屋 石川県七尾市出身） - 13勝2敗                            |
| 幕下優勝     | 幕下優勝     | 把瑠都凱斗（三保ヶ関部屋 エストニア・ラクヴェレ出身） - 6勝1敗 ※優勝決定戦勝利 |
| 三段目優勝   | 三段目優勝   | 暁司健二（入間川部屋 愛知県名古屋市東区出身） - 7戦全勝                        |
| 序二段優勝   | 序二段優勝   | 弓の里宗広（鳴戸部屋 福井県福井市出身） - 7戦全勝 ※優勝決定戦勝利              |
| 序ノ口優勝   | 序ノ口優勝   | 臥牙丸太郎（木瀬部屋 ジョージア・トビリシ出身） - 7戦全勝                      |

#### 三月場所（春場所、大阪場所）
大阪府立体育会館（大阪市）を会場に、初日の3月12日（日）から千秋楽の3月26日（日）までの15日間開催された。
| タイトル     | タイトル     | 人物（所属部屋 出身地） - 成績 |
| ------------ | ------------ | --- |
| 幕内最高優勝 | 幕内最高優勝 | 朝青龍明徳（高砂部屋 モンゴル・ウランバートル出身） - 13勝2敗 ※優勝決定戦勝利（2場所ぶり16回目）                                                             |
| 三賞         | 殊勲賞       | 白鵬翔（宮城野部屋 モンゴル・ウランバートル出身） - 13勝2敗（2場所連続3回目）                                                                                |
| 三賞         | 敢闘賞       | 旭鷲山昇（大島部屋 モンゴル・ウランバートル出身） - 11勝4敗（5場所ぶり2回目）                                                                                |
| 三賞         | 技能賞       | 白鵬翔（宮城野部屋 モンゴル・ウランバートル出身） - 13勝2敗（7場所ぶり2回目） 安馬公平（安治川部屋 モンゴル・ウランバートル出身） - 8勝7敗（6場所ぶり2回目） |
| 十両優勝     | 十両優勝     | 把瑠都凱斗（三保ヶ関部屋 エストニア・ラクヴェレ出身） - 15戦全勝                                                                                             |
| 幕下優勝     | 幕下優勝     | 琴禮巨樹（佐渡ヶ嶽部屋 福岡県築上郡築上町出身） - 7戦全勝 |
| 三段目優勝   | 三段目優勝   | 前田勝（放駒部屋 山形県鶴岡市出身） - 7戦全勝 |
| 序二段優勝   | 序二段優勝   | 舛光理光司（千賀ノ浦部屋 千葉県流山市出身） - 7戦全勝 |
| 序ノ口優勝   | 序ノ口優勝   | 拓錦広之（千賀ノ浦部屋 千葉県市川市出身） - 7戦全勝 |

#### 五月場所（夏場所）
両国国技館（東京都）を会場に、初日の5月7日（日）から千秋楽の5月21日（日）までの15日間開催された。
| タイトル     | タイトル     | 人物（所属部屋 出身地） - 成績 |
| ------------ | ------------ | --- |
| 幕内最高優勝 | 幕内最高優勝 | 白鵬翔（宮城野部屋 モンゴル・ウランバートル出身） - 14勝1敗（初優勝） ※優勝決定戦勝利                                                               |
| 三賞         | 殊勲賞       | 雅山哲士（武蔵川部屋 茨城県水戸市出身） - 14勝1敗（38場所ぶり2回目）                                                                                |
| 三賞         | 敢闘賞       | 朝赤龍太郎（高砂部屋 モンゴル・ウランバートル出身） - 10勝5敗（初受賞） · 把瑠都凱斗（三保ヶ関部屋 エストニア・ラクヴェレ出身）（初受賞） - 11勝4敗 |
| 三賞         | 技能賞       | 雅山哲士（武蔵川部屋 茨城県水戸市出身） - 14勝1敗（初受賞）                                                                                         |
| 十両優勝     | 十両優勝     | 豊桜保勝 陸奥部屋 広島県広島市安佐北区出身） - 10勝5敗 ※優勝決定戦勝利                                                                              |
| 幕下優勝     | 幕下優勝     | 下田圭将（追手風部屋 長崎県島原市出身） - 7戦全勝                                                                                                   |
| 三段目優勝   | 三段目優勝   | 舞風昌宏（尾車部屋青森県十和田市出身） - 7戦全勝 |
| 序二段優勝   | 序二段優勝   | 山崎豊（武蔵川部屋 愛媛県松山市出身） - 7戦全勝 |
| 序ノ口優勝   | 序ノ口優勝   | 境澤賢一（三保ヶ関部屋 埼玉県さいたま市南区出身） - 7戦全勝                                                                                         |

#### 七月場所（名古屋場所）
愛知県体育館（名古屋市）を会場に、初日の7月9日（日）から千秋楽の7月23日（日）までの15日間開催された。
| タイトル     | タイトル     | 人物（所属部屋 出身地） - 成績                                                   |
| ------------ | ------------ | -------------------------------------------------------------------------------- |
| 幕内最高優勝 | 幕内最高優勝 | 朝青龍明徳（高砂部屋 モンゴル・ウランバートル出身） - 14勝1敗（2場所ぶり17回目） |
| 三賞         | 殊勲賞       | 該当者なし                                                                       |
| 三賞         | 敢闘賞       | 玉乃島新（片男波部屋 福島県西白河郡泉崎村出身） - 11勝4敗（8場所ぶり5回目）      |
| 三賞         | 技能賞       | 玉春日良二（片男波部屋 愛媛県西予市出身） - 11勝4敗（6場所ぶり2回目）            |
| 十両優勝     | 十両優勝     | 寶智山幸観（境川部屋 青森県弘前市出身） - 13勝2敗                                |
| 幕下優勝     | 幕下優勝     | 白石信広（三保ヶ関部屋 熊本県宇土市出身） - 7戦全勝                              |
| 三段目優勝   | 三段目優勝   | 大天霄健（高島部屋 モンゴル・ウランバートル出身） - 7戦全勝 ※優勝決定戦勝利      |
| 序二段優勝   | 序二段優勝   | 松谷裕也（松ヶ根部屋 福岡県築上郡築上町出身） - 7戦全勝 ※優勝決定戦勝利          |
| 序ノ口優勝   | 序ノ口優勝   | 大宮本勝昭（九重部屋 山口県萩市出身） - 7戦全勝                                  |

#### 九月場所（秋場所）
両国国技館（東京都）を会場に、初日の9月10日（日）から千秋楽の9月24日（日）までの15日間開催された。
| タイトル     | タイトル     | 人物（所属部屋 出身地） - 成績                                                   |
| ------------ | ------------ | -------------------------------------------------------------------------------- |
| 幕内最高優勝 | 幕内最高優勝 | 朝青龍明徳（高砂部屋 モンゴル・ウランバートル出身） - 14勝1敗（2場所連続18回目） |
| 三賞         | 殊勲賞       | 稀勢の里寛（鳴戸部屋 茨城県牛久市出身） - 8勝7敗（初受賞）                       |
| 三賞         | 敢闘賞       | 安馬公平（安治川部屋 モンゴル・ウランバートル出身） - 11勝4敗（初受賞）          |
| 三賞         | 技能賞       | 安美錦竜児（安治川部屋 青森県西津軽郡深浦町出身） - 11勝4敗（20場所ぶり3回目）   |
| 十両優勝     | 十両優勝     | 隆乃若勇紀（鳴戸部屋 長崎県平戸市出身） - 11勝4敗 ※優勝決定戦勝利                |
| 幕下優勝     | 幕下優勝     | 澤井豪太郎（境川部屋 大阪府寝屋川市出身） - 7戦全勝                              |
| 三段目優勝   | 三段目優勝   | 若三藤成豊（間垣部屋 青森県弘前市出身） - 7戦全勝                                |
| 序二段優勝   | 序二段優勝   | 時大竜正和（時津風部屋 福島県耶麻郡猪苗代町出身） - 7戦全勝 ※優勝決定戦勝利      |
| 序ノ口優勝   | 序ノ口優勝   | 倉園一真（尾上部屋 鹿児島県日置市出身） - 7戦全勝                                |

#### 十一月場所（九州場所）
福岡国際センター（福岡市）を会場に、初日の11月12日（日）から千秋楽の11月26日（日）までの15日間開催された。
| タイトル     | タイトル     | 人物（所属部屋 出身地） - 成績                                                                                              |
| ------------ | ------------ | --- |
| 幕内最高優勝 | 幕内最高優勝 | 朝青龍明徳（高砂部屋 モンゴル・ウランバートル出身） - 15戦全勝（3場所連続19回目）                                           |
| 三賞         | 殊勲賞       | 該当者なし |
| 三賞         | 敢闘賞       | 豊真将紀行（錣山部屋 山口県下関市出身） - 12勝3敗（初受賞）                                                                 |
| 三賞         | 技能賞       | 琴奨菊和弘（佐渡ヶ嶽部屋 福岡県柳川市出身） - 10勝5敗（初受賞） 豊真将紀行（錣山部屋 山口県下関市出身） - 12勝3敗（初受賞） |
| 十両優勝     | 十両優勝     | 十文字昭憲（陸奥部屋 青森県三戸郡階上町出身） - 13勝2敗                                                                     |
| 幕下優勝     | 幕下優勝     | 白馬毅（陸奥部屋 モンゴル・ウランバートル出身） - 7戦全勝                                                                   |
| 三段目優勝   | 三段目優勝   | 德瀬川正直（桐山部屋 モンゴル・ウランバートル出身） - 7戦全勝 ※優勝決定戦勝利                                               |
| 序二段優勝   | 序二段優勝   | 若力堂聖也（松ヶ根部屋 愛知県豊田市出身） - 7戦全勝 ※優勝決定戦勝利                                                         |
| 序ノ口優勝   | 序ノ口優勝   | 哲光哲也（式秀部屋 愛知県一宮市出身） - 7戦全勝                                                                             |

### トーナメント大会
- 第30回日本大相撲トーナメント（国技館）
  - 優勝：朝青龍明徳（2年ぶり2回目）
- 第15回大相撲最強決定戦（国技館）
  - 優勝：白鵬翔（初優勝）
- 第64回明治神宮例祭奉祝全日本力士選士権大会（10月2日・国技館）
  - 優勝：安馬公平（初優勝）

### 新弟子検査合格者
四股名が太字の者は現役力士。最高位は引退力士のみ記載。
| 場所     | 主な合格者         | 四股名       | 最高位     | 最終場所      | 備考 |
| -------- | ------------------ | ------------ | ---------- | ------------- | ---- |
| 1月場所  |                    |              |            |               |      |
| 3月場所  | 渡邊裕樹           | 竜電剛至     | （現役）   | （現役）      |      |
| 3月場所  | 熊谷徹也           | 錦木徹也     | （現役）   | （現役）      |      |
| 3月場所  | レヴァニ・ゴルガゼ | 栃ノ心剛史   | 大関       | 2023年5月場所 |      |
| 3月場所  | 松谷裕也           | 松鳳山裕也   | 小結       | 2022年5月場所 |      |
| 3月場所  | 境澤賢一           | 境澤賢一     | 前頭15枚目 | 2011年1月場所 |      |
| 3月場所  | 本間幸也           | 栃飛龍幸也   | 十両7枚目  | 2019年5月場所 |      |
| 3月場所  | 北園基嗣           | 政風基嗣     | 十両12枚目 | 2018年5月場所 |      |
| 5月場所  | 澤田憲輝           | 千代の国憲輝 | 前頭筆頭   | 2023年7月場所 |      |
| 7月場所  | 加藤大晴           | 舛ノ山大晴   | 前頭4枚目  | 2021年5月場所 |      |
| 9月場所  | リカルド・スガノ   | 魁聖一郎     | 関脇       | 2022年7月場所 |      |
| 11月場所 |                    |              |            |               |      |

### 引退
| 場所     | 主な引退力士 | 最高位     | 初土俵                            | 備考                   |
| -------- | ------------ | ---------- | --------------------------------- | ---------------------- |
| 1月場所  | 追風海英飛人 | 関脇       | 1998年3月場所（幕下最下位格付出） |                        |
| 1月場所  | 若東龍秀史   | 十両3枚目  | 1994年3月場所                     | 引退時の四股名は野寺。 |
| 3月場所  |              |            |                                   |                        |
| 5月場所  | 闘牙進       | 小結       | 1991年1月場所                     | 準年寄就任             |
| 5月場所  | 金開山龍     | 前頭6枚目  | 1991年3月場所                     | 準年寄就任             |
| 5月場所  | 隆の鶴伸一   | 前頭8枚目  | 1992年3月場所                     | 準年寄就任             |
| 7月場所  | 若孜浩気     | 前頭12枚目 | 1995年11月場所                    |                        |
| 9月場所  | 魁道康弘     | 十両4枚目  | 1998年3月場所（幕下最下位格付出） |                        |
| 9月場所  | 琴冠佑源正   | 十両7枚目  | 1981年3月場所                     |                        |
| 11月場所 | 旭鷲山昇     | 小結       | 1992年3月場所                     |                        |
| 11月場所 | 春ノ山竜尚   | 前頭10枚目 | 1992年3月場所                     | 準年寄就任             |
| 11月場所 | 五剣山博之   | 十両6枚目  | 1989年3月場所                     |                        |

#### 引退相撲興行
- 5月27日 - 琴ノ若引退佐渡ヶ嶽襲名披露大相撲（両国国技館）[25]
- 9月30日 - 和歌乃山引退山分襲名披露大相撲（両国国技館）[26]
- 10月1日 - 追風海引退断髪披露大相撲（両国国技館）[26]

### その他の出来事
大関昇進
- 3月29日 - 日本相撲協会が番付編成会議と理事会を開き、関脇白鵬翔の大関昇進を決定。

本場所での出来事
- 3月26日 - 十両把瑠都がこの日の取組にも勝って15戦全勝優勝を達成したが、これは1場所15日制になって以来、43年ぶり4度目の珍しい記録だった。
- 7月15日 - この日の露鵬と千代大海の取組で、勝負がついた後に両者がにらみ合う事件が発生。取組後に両者は注意をされたが、露鵬はこの事件の後に風呂場のガラスを破壊し、取材中のカメラマンにも暴行を加えて負傷させる事件も起こしてしまった。この暴行事件の後、相撲協会は露鵬に対して3日間の出場停止処分を下した。

## 死去
- 2月4日 - 双ツ龍徳義（最高位：前頭筆頭、所属：時津風部屋、* 1930年【昭和5年】）[27]
- 4月25日 - 清惠波清隆（最高位：前頭2枚目、所属：立浪部屋、* 1923年【大正12年】）[28]
- 5月29日 - 鶴ヶ嶺昭男（最高位：関脇、所属：井筒部屋、* 1929年【昭和4年】）[29]
- 6月10日 - 朝岡勲（最高位：前頭10枚目、所属：高砂部屋、* 1941年【昭和16年】）[30]
- 6月23日 - 北天佑勝彦（最高位：大関、所属：三保ヶ関部屋、年寄：二十山、* 1960年【昭和35年】）[31]
- 10月7日 - 嗣子鵬慶昌（最高位：前頭2枚目、所属：二所ノ関部屋→大鵬部屋、* 1955年【昭和30年】）[32]
- 12月16日 - 小城ノ花正昭（最高位：関脇、所属：出羽海部屋、* 1935年【昭和10年】）[33]

## その他
- 3月、広島大学相撲部を題材にした映画『ちゃんこ』が全国公開。